# Lecionário 6
O Lecionário 6 (designado pela sigla ℓ 6 na classificação de Gregory-Aland) é um antigo manuscrito do Novo Testamento, paleograficamente datado do ano 1265 d.C..
Este codex contém lições dos Atos dos Apóstolos, das espístolas, dos Salmos e algumas poucas lições dos evangelhos (Evangelistarium). Foi escrito em grego, e actualmente se encontra na Biblioteca da Universidade de Leiden.